# Matão
Matão est une ville brésilienne de l'État de São Paulo et la microrégion d'Araraquara.